# 欧洲的道路安全

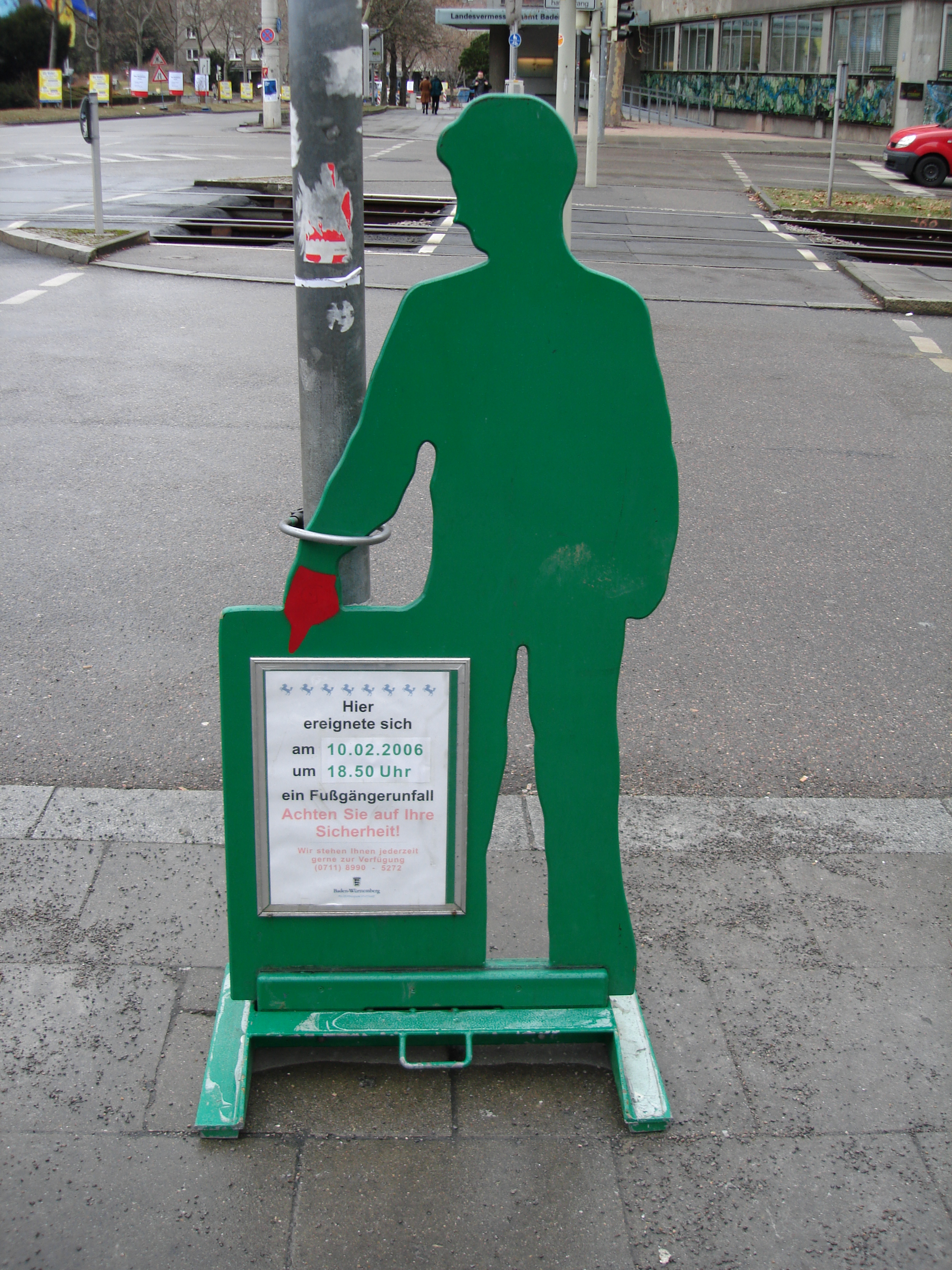
德国斯图加特的行人事故地点标志

欧洲的道路安全（Road safety in Europe）指的是欧洲地区道路使用者的交通安全状况，包括交通事故、行人或骑行者事故、长途客车事故，以及其他在欧盟成员国或世界卫生组织共49个国家）内发生的道路交通事件。道路的交通安全是指为了防止道路使用者在交通中死亡或严重受伤，而采取的一系列方法与措施。
根据世界卫生组织的数据，在2016年，道路交通事故是全球第八大死因，其致死人数超过腹泻疾病与结核病。 在关注交通事故死亡人数的同时，还应考虑其造成的大量非致命伤害。据估算，在欧洲的每一起道路交通死亡事故背后，平均会有：
- 4人终身残疾，
- 10人出现脑损伤或脊髓损伤，
- 10人遭受重伤，
- 40人受到轻伤。[2]

除了人身损失，道路交通事故还带来了巨大的经济负担。仅在欧洲，交通事故每年给社会造成的经济损失就高达1300亿欧元。交通事故的发生原因多种多样。其中超速驾驶被认为是最主要的事故诱因，其次还包括：
- 酒驾或毒驾，
- 开车过程中被手机设备干扰，
- 被车载广播、
- 或导航系统分心等。[3]

以上提到的风险因素只是众多成因中的一部分，它们共同反映出：道路安全问题背后存在复杂的行为与制度因素交织，这也为政策制定者在推进道路交通安全工作时带来了严峻挑战。

## 趋势和目标

2000 年至 2022 年期间欧洲各国道路交通死亡人数（每 100,000 名居民）的可视化。

欧盟拥有世界上最安全的道路；2018 年每百万居民中有 49 人死于道路交通事故。 2000年，欧洲有5万多人在道路交通事故中丧生，到了2009年，这一数字已降至3.5万多人；而到了2018年，这一数字已进一步降至2.51万，而同年因道路交通事故造成的重伤人数则达到13.5万人。
欧洲委员会（EC）提出了一项名为“零愿景”（Vision Zero）的长期计划，目标是在2050年前将道路交通致死率降至零。 为实现这一宏伟目标，委员会曾于2011年启动《道路安全行动计划》（The Road Safety Programme），旨在于2011年至2020年间将道路交通死亡人数减少50%。
然而，截至2018年，欧盟成员国距离这一目标仍有较大差距，死亡人数仅减少了约20%，这使得到2020年实现“减半”的目标变得几乎不可能。
2021年，欧洲投资银行与联合国欧洲经济委员会（UNECE）签署合作协议，双方将加强在道路安全及具气候韧性的交通基础设施方面的合作，以共同推动欧洲交通系统的可持续与安全发展。
- 欧盟: 来源欧盟
- 欧盟: 2019年初步估计[9]
- 美国: 来源 OCDE/ITF 1990 年、2000 年和 2010-2015 年期间（30 天后被杀死）
- 美国: 来源 NHTSA (2007–2019).[10]

欧盟交通事务专员将道路安全视为欧洲的重要成功经验之一。

## 各地道路安全机构

### 世界卫生组织（WHO）
世界卫生组织曾发布《欧洲道路安全现状报告》。
根据该报告，世界卫生组织所覆盖国家中，有90%的国家设有专门的道路安全机构，通常隶属于各自国家的交通运输部。但在独联体国家（CIS）中，道路安全事务则通常归属内政部管辖。

### 从欧盟的角度看
在欧盟体系内，道路安全政策的制定由欧盟机构与成员国共同承担，其中，欧洲委员会（EC）在整个联盟范围内的道路安全事务中扮演着尤为重要的角色。这是因为委员会不仅负责监管产品标准与法规，还涉及部分交通基础设施的规划与管理。道路安全政策的制定基于欧盟的“附属原则”（principle of subsidiarity）：国家与地方政府负责大多数实际决策，包括执法与公众宣传等；而欧盟层面则通过立法与建议，构建统一的总体框架以提升整体道路安全水平。例如，欧盟推动出台的政策包括：对泛欧交通网络（TEN-T）设定最低安全标准，对危险品运输提出统一的技术要求等。
欧盟定期发布多项与道路安全相关的法律文本与规范性文件。

### 欧洲道路安全非政府组织
欧洲交通安全委员会（European Transport Safety Council，简称 ETSC）是一家总部设于布鲁塞尔的非政府组织，其宗旨是减少欧洲交通运输领域的死亡与伤害事故。
该委员会曾报告称，在2015年，多数欧洲国家的道路交通死亡人数出现上升趋势。

## 定义

### 致命交通事故的定义

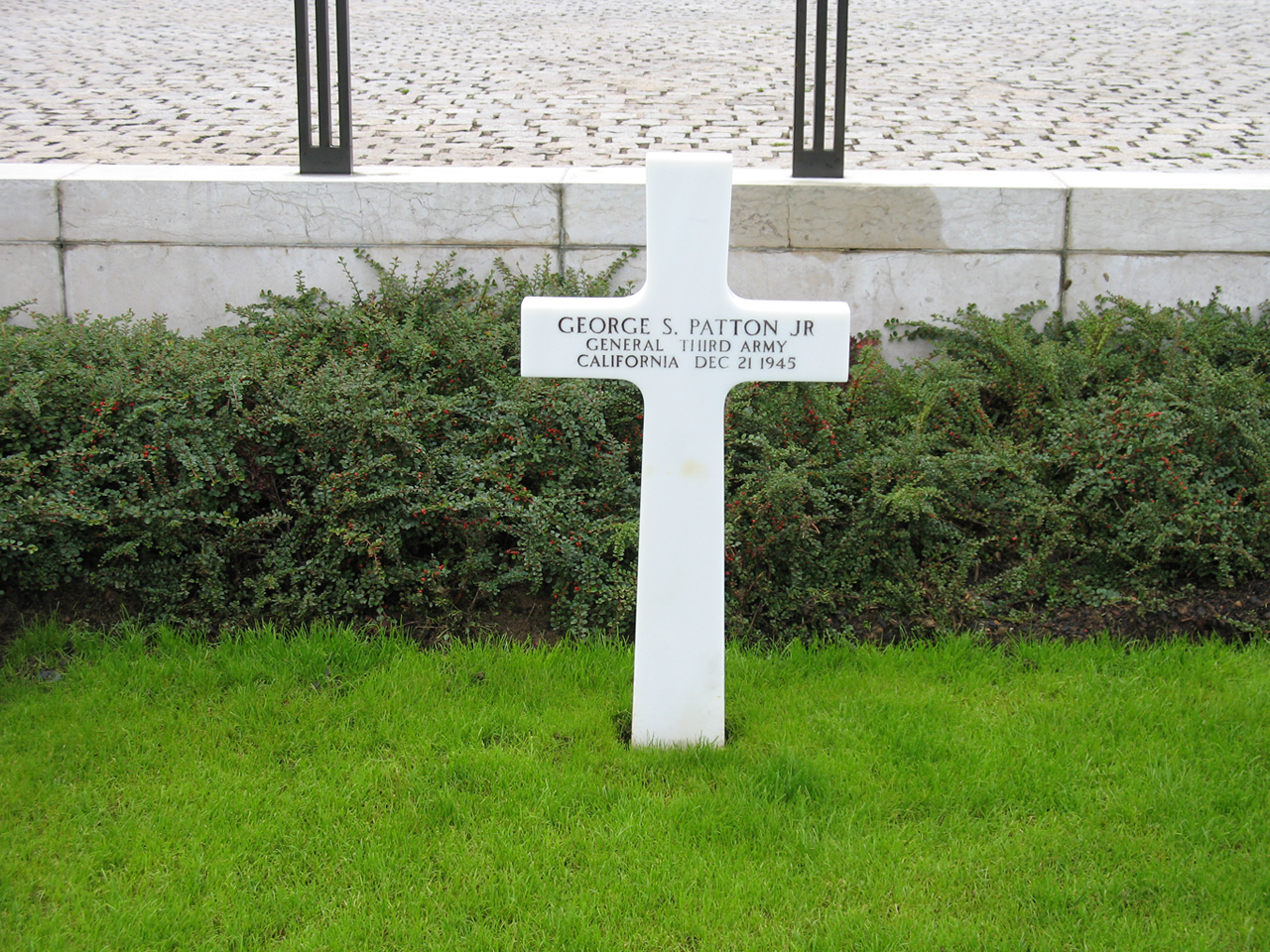
美国陆军将军乔治·巴顿在卢森堡市的墓地：1945年12月8日，巴顿在欧洲应参谋长霍巴特·盖伊少将的邀请前往欧洲时，他的车与一辆低速的美国军车相撞。

1968年《维也纳道路交通公约》将致命交通事故定义为：事故中有人员在事故现场或事故后30天内因伤势死亡。这一定义已被大多数欧盟国家采纳。
一些国家也在可能的情况下，对过去的事故数据进行追溯性应用这一标准。例如，法国在2004年之前将死于交通事故的统计时限定为6天，但为了与邻国数据对比，自2004年起，法国采用了一个乘数系数（1.057）将6天内死亡的人数转换为30天内死亡的人数，并自2005年起使用系数1.069，最终在2005年正式采用国际通用的定义。

### 伤害
每年，道路交通事故在世界卫生组织欧洲区域内造成约120,000人死亡和240万人受伤。道路交通伤害是青少年和年轻成人的主要死亡原因。
2015年，欧洲委员会发布了2014年欧盟道路上重伤人数的数据：135,000人。为了得出这一数据，所有欧盟国家需要就严重交通伤害的医疗定义达成统一标准。
在欧洲，每一名因交通事故死亡的人背后，都有更多的人遭受严重伤害，且这些伤害往往带来改变生活的后果。严重伤害对社会的成本较高，因为需要长期的康复治疗和医疗服务。弱势道路使用者，如行人、自行车骑行者、摩托车骑行者或老年道路使用者，尤其容易受到此类伤害的影响。
在2010至2018年间，欧盟23个成员国每年统计的严重伤害人数在206,000至222,000人之间。

### 其他问题
交通相关的空气污染在大多数欧洲国家也是一个重要的公共卫生问题。

## 主要道路事故伤亡指标
许多国家之间的差异与人口结构、发展水平和人口密度密切相关。根据SWOW的Siem Oppe的观点，随着时间的推移，死亡率水平的变化呈现出一种学习行为：
- 在最贫穷的国家，出行次数较少，公共交通较为匮乏。机动车交通量低，每百万人死亡率非常低（少于30人）。
- 汽车使用的发展导致交通量急剧增加，进而增加了事故发生的数量，在较不贫困的国家，每百万人死亡人数超过200。〔需要引用〕
- 相反，最富裕的国家面临大量交通拥堵，并且拥有更为发达的交通运输与道路安全政策。司机行为更加谨慎，每百万人死亡率降至80以下。

| 国家         | 面积(千平方公里) | 2018 年总人口 | 2018年人均GDP | 2017 年人口密度 （每平方公里人口数） | 2016 年汽车保有量 （每千人） | 2013 年公路网络长度 （公里） | 2018 年道路交通死亡人数 | 2018 年每百万人口道路死亡人数 | 每十亿公里死亡人数            | 2017/2018 年严重受伤人数     |
| ------------ | ---------------- | ------------- | ------------- | ------------------------------------ | ---------------------------- | ---------------------------- | ----------------------- | ----------------------------- | ----------------------------- | ---------------------------- |
| 奥地利       | 83.9             | 8,822,267     | 38,000        | 107                                  | 665                          | 124,115                      | 409                     | 45                            | 5.2 (2015–2017)               | 7,664 (2017)                 |
| 比利时       | 30.5             | 11,398,589    | 35,300        | 376                                  | 585                          | 155,210                      | 590                     | 52                            | n/a                           | 3,757 (2017)                 |
| 保加利亚     | 111.0            | 7,050,034     | 6,500         | 65                                   | 516                          | 19,678                       | 611                     | 88                            | n/a                           | 8,680 (2018)                 |
| 克罗地亚     | 56.5             | 4,105,493     | 11,500†a      | 74                                   | 416                          | 26,820                       | 317                     | 77                            | 12.7 (2016–2018)              | 2.776 (2018)                 |
| 塞浦路斯     | 9.3              | 864,236       | 23,300        | 128                                  | 726                          | 9,765                        | 49                      | 57                            | n/a                           | 348 (2018)                   |
| 捷克共和国   | 78.9             | 10,610,055    | 17,600        | 137                                  | 570                          | 130,680                      | 656                     | 62                            | 10.1 (2015–2015)              | 2,395 (2018)                 |
| 丹麦         | 42.9             | 5,781,190     | 47,600        | 137                                  | 508                          | 74,130                       | 175                     | 30                            | 3.7 (2016–2018)               | 1,756 (2017)                 |
| 爱沙尼亚     | 45.2             | 1,319,133     | 15,100        | 30                                   | 620                          | 58,787                       | 67                      | 51                            | 5.7 (2016–2018)               | 460 (2018)                   |
| 芬兰         | 338.4            | 5,513,130     | 36,600        | 18                                   | 732                          | 78,093                       | 225                     | 43                            | 4.7 (2014–2016)               | 409 (2017)                   |
| 法国         | 632.8            | 66,926,166    | 32,800        | 123                                  | 590                          | 1,071,823                    | 3,265                   | 48                            | 5.8 (2015–2017)               | 27,732 (2017)                |
| 德国         | 357.3            | 82.792,351    | 35,900        | 237                                  | 610                          | 230,377†b                    | 3,177                   | 39                            | 4.3 (2015–2017)               | 67,913 (2018)                |
| 希腊         | 132.0            | 10,741,165    | 17,800        | 83                                   | 605                          | 117,321                      | 690                     | 64                            | n/a                           | 706 (748)                    |
| 匈牙利       | 93.0             | 9,778,371     | 12,500        | 108                                  | 394                          | 203,310                      | 629                     | 64                            | n/a                           | 5,496 (2018)                 |
| 爱尔兰       | 69.8             | 4,830,392     | 59,400        | 70                                   | 525                          | 96,017                       | 146                     | 31                            | 3.5 (2015–2017)               | 966†d                        |
| 意大利       | 302.1            | 60,483,973    | 26,700        | 206                                  | 707                          | 256,039                      | 3,310                   | 55                            | 6.5 (2015–2017)               | 17,309 (2017) †e             |
| 拉脱维亚     | 64.6             | 1,934,379     | 12,300        | 31                                   | 387                          | 70,443                       | 143                     | 78                            | 12.1 (2015–2017)              | 542 (2018)                   |
| 立陶宛       | 65.3             | 2,808,901     | 13,300        | 45                                   | 501                          | 72,591                       | 170                     | 61                            | n/a                           | 81 (2018)                    |
| 卢森堡       | 2.6              | 602,005       | 80,800        | 245                                  | 740                          | 2,880                        | 36                      | 60                            | n/a                           | 256 (2017)                   |
| 马耳他       | 0.3              | 475,701       | 21,600        | 1,462                                | 726                          | 203,310                      | 18                      | 38                            | 6.6 (2016–2017)               | 317 (2018)                   |
| 荷兰         | 41.5             | 17,181,084    | 41,500        | 508                                  | 543                          | 138,641                      | 678                     | 31                            | 4.7 (2015–2017)               | 20,800 (2017)                |
| 波兰         | 312.7            | 37,976,687    | 12,400        | 124                                  | 672                          | 415,122                      | 2,862                   | 76                            | 14.6 (2013–2015)              | 10,963 (2018)                |
| 葡萄牙       | 92.2             | 10,291,027    | 17,900        | 112                                  | 479                          | 14,310†c                     | 606                     | 59                            | 8.5 (2016–2018)               | 1,974 (2018)                 |
| 罗马尼亚     | 238.4            | 19,530,631    | 8,700         | 85                                   | 329                          | 85,531                       | 1,867                   | 96                            | n/a                           | 8,144 (2018)                 |
| 斯洛伐克     | 49.0             | 5,443,120     | 15,600        | 113                                  | 455                          | 54,806                       | 229                     | 46                            | n/a                           | 1,127 (2017)                 |
| 斯洛文尼亚   | 20.3             | 2,066,880     | 20,200        | 103                                  | 587                          | 38,874                       | 91                      | 44                            | 6.6 (2014–2016)               | 821 (2018)                   |
| 西班牙       | 506.0            | 46,658,447    | 25,000        | 93                                   | 611                          | 666 415                      | 1,806                   | 39                            | n/a                           | 9,546 (2017)                 |
| 瑞典         | 438.6            | 10,120,242    | 43,300        | 25                                   | 542                          | 216,976                      | 324                     | 32                            | 3.4 (2016–2018)               | 4,200 (2018)                 |
| 英国         | 248.5            | 66,273,576    | 32,400        | 273                                  | 544                          | 421,127                      | 1,825                   | 28                            | 3.4 (2016–2018) GB Data Only  | 25,609 (2017)                |
| 欧盟28国总计 | 4,463.4          | 512,379,225   | 28,200        | 121                                  | 587                          | 4,852,242                    | 25,249                  | 49                            | 5.8 (no date range available) | 233, 285 (overall aggregate) |

†a 数据仅适用于 2017 年
†b 数据不适用于来源中的“其他道路”类别
†c 数据不适用于来源中的“其他道路”类别
†d 数据仅适用于 2016 年
†e 数据适用于 MAIS3+ 认证
全国层面的数据并未体现地方间的差异，因此在2015年，NUTS（欧洲统计区域划分）地区中每百万人死亡率较低的区域包括：斯德哥尔摩（6人），维也纳（7人），汉堡和奥斯陆（11人），柏林（14人），东瑞典（15人）。同年，其他一些地区的死亡率较高，例如：比利时卢森堡省（210人），土耳其卡斯塔莫努（192人）。
英国情况
与欧盟相比，英国的死亡率相对较低。
“每10亿乘客公里（pkm）”指标基于估算值，因为缺少相应的车辆公里（vkm）指标。在2016年，该指标在不同国家范围内变化，从瑞典的23到罗马尼亚的192不等，28个欧盟国家的平均值为52。德国、法国、英国和意大利的排名分别为33、46、28和44。

## 交通方式效应
在2013年，汽车驾驶员及其乘客占道路交通事故死亡人数的最大比例，达到45%，其次是行人，占比为22%。这些比例在不同国家之间差异较大，在摩托车使用更为普及的国家，摩托车事故的死亡人数较高，这与地中海国家的气候条件相关。
2013 年按车辆类别划分的道路交通事故死亡人数
在世界范围内以及欧盟（28 个成员国）内，死亡率取决于交通方式：
- 世界来源：OMS，《2015 年全球道路安全状况报告》[32]
- 欧盟来源：欧盟委员会[33]

## 交通安全（交通方式比较）
| 运输方式         | 每 1 亿人公里旅客死亡人数 （欧盟 15 国）                                         | 每 1 亿人公里旅客死亡人数 （欧盟 15 国） | 由于技术原因，此 旧版图表 已停用，並須迁移至 新版图表 。造成您的不便，我們深表歉意。 |
|                  | 1999                                                                             | 2001–2002                                | 由于技术原因，此 旧版图表 已停用，並須迁移至 新版图表 。造成您的不便，我們深表歉意。 |
| ---------------- | -------------------------------------------------------------------------------- | ---------------------------------------- | ------------------------------------------------------------------------------------ |
| M-自行车         | 16                                                                               | 13,8                                     | 由于技术原因，此 旧版图表 已停用，並須迁移至 新版图表 。造成您的不便，我們深表歉意。 |
| 步行             | 7.5                                                                              | 6.4                                      | 由于技术原因，此 旧版图表 已停用，並須迁移至 新版图表 。造成您的不便，我們深表歉意。 |
| 自行车           | 6.3                                                                              | 5.4                                      | 由于技术原因，此 旧版图表 已停用，並須迁移至 新版图表 。造成您的不便，我們深表歉意。 |
| 车               | 0.8                                                                              | 0.7                                      | 由于技术原因，此 旧版图表 已停用，並須迁移至 新版图表 。造成您的不便，我們深表歉意。 |
| 小船             | 0.33                                                                             | 0.25                                     | 由于技术原因，此 旧版图表 已停用，並須迁移至 新版图表 。造成您的不便，我們深表歉意。 |
| 公交车和长途客车 | 0.08                                                                             | 0.07                                     | 由于技术原因，此 旧版图表 已停用，並須迁移至 新版图表 。造成您的不便，我們深表歉意。 |
| 航空（民航）     | 0.08                                                                             | 0.035                                    | 由于技术原因，此 旧版图表 已停用，並須迁移至 新版图表 。造成您的不便，我們深表歉意。 |
| 火车             | 0.04                                                                             | 0.050                                    | 由于技术原因，此 旧版图表 已停用，並須迁移至 新版图表 。造成您的不便，我們深表歉意。 |
|                  | 由于技术原因，此旧版图表已停用，並須迁移至新版图表。造成您的不便，我們深表歉意。 |                                          |                                                                                      |

| 运输方式         | 每1亿乘客小时的旅行者死亡人数（欧盟15国）                                        | 每1亿乘客小时的旅行者死亡人数（欧盟15国） | 由于技术原因，此 旧版图表 已停用，並須迁移至 新版图表 。造成您的不便，我們深表歉意。 |
|                  | 1999                                                                             | 2001–2002                                 | 由于技术原因，此 旧版图表 已停用，並須迁移至 新版图表 。造成您的不便，我們深表歉意。 |
| ---------------- | -------------------------------------------------------------------------------- | ----------------------------------------- | ------------------------------------------------------------------------------------ |
| M-自行车         | 500                                                                              | 440                                       | 由于技术原因，此 旧版图表 已停用，並須迁移至 新版图表 。造成您的不便，我們深表歉意。 |
| 自行车           | 90                                                                               | 75                                        | 由于技术原因，此 旧版图表 已停用，並須迁移至 新版图表 。造成您的不便，我們深表歉意。 |
| 步行             | 30                                                                               | 25                                        | 由于技术原因，此 旧版图表 已停用，並須迁移至 新版图表 。造成您的不便，我們深表歉意。 |
| 车               | 30                                                                               | 25                                        | 由于技术原因，此 旧版图表 已停用，並須迁移至 新版图表 。造成您的不便，我們深表歉意。 |
| 航空（民航）     | 36.5                                                                             | 16                                        | 由于技术原因，此 旧版图表 已停用，並須迁移至 新版图表 。造成您的不便，我們深表歉意。 |
| 小船             | 10.5                                                                             | 8                                         | 由于技术原因，此 旧版图表 已停用，並須迁移至 新版图表 。造成您的不便，我們深表歉意。 |
| 火车             | 3                                                                                | 3                                         | 由于技术原因，此 旧版图表 已停用，並須迁移至 新版图表 。造成您的不便，我們深表歉意。 |
| 公交车和长途客车 | 2                                                                                | 2                                         | 由于技术原因，此 旧版图表 已停用，並須迁移至 新版图表 。造成您的不便，我們深表歉意。 |
|                  | 由于技术原因，此旧版图表已停用，並須迁移至新版图表。造成您的不便，我們深表歉意。 |                                           |                                                                                      |

### 道路安全评估
自1999年起，欧洲道路保护评估计划（EuroRAP）对欧洲主要道路进行了安全评估，采用道路保护评分系统。这一评分基于道路设计的安全性，特别是在发生正面碰撞、偏出道路或交叉口事故时，如何有效保护车内人员免受严重伤害或死亡。道路的星级评分反映了其生存能力特征，四星级代表具有最佳生存能力特征的道路。 该计划指出，它已经标示出了欧洲范围内数千个道路段，这些路段由于缺乏安全设施，导致道路使用者经常受伤或死亡，有时只需要增加安全护栏或改进路面标线的费用，就能显著提高道路安全性。
目前，计划进一步扩展评分系统，以评估道路发生事故的概率。这些评分正被用来指导规划和制定当局的目标。例如，在英国，三分之二的道路死亡发生在乡村道路，这些道路的安全评分较低，与高质量的高速公路网络相比，乡村道路的安全性较差；单车道道路造成了80%的乡村死亡和重伤，而40%的乡村车主伤亡发生在撞上路边物体（如树木）的事故中。通过改善乡村道路的驾驶员培训和安全设施，希望能减少这一统计数字。
在英国，交通警察人数从1966年占警力的15%至20%下降至1998年的7%，并在1999至2004年间进一步减少了21%。 关于这一期间每行驶100百万英里交通事故减少是否与机器人执法相关，仍然是一个有争议的话题。

## 法律

#### 欧盟法律
欧盟指令 2008/96/EC《道路基础设施安全管理（RISM）》于2008年11月19日通过，规定了在设计新道路或进行重大道路布局变更时，必须进行道路安全影响评估（RSIA）。根据该指令的定义，道路安全影响评估（RSIA）是指：“对新建道路或对现有网络进行重大修改对道路网络安全性能影响的战略性比较分析。” 指令要求各成员国在2010年12月19日之前将其转化为本国法律。该指令已于2011年通过爱尔兰法案SI 472进行转化。
泛欧道路网中的隧道道路安全由2004年指令专门管理，该指令规定了此类隧道的最低安全要求。
2018年，欧盟委员会提出了一项修改欧盟RISM指令的提案，旨在通过提高道路基础设施的安全性能，减少欧盟道路网络上的道路交通死亡和重伤人数。 该修改案于2019年11月通过。
欧盟还制定了其他与道路安全相关的法律文本，涵盖了多个领域，包括驾驶执照、道路安全领域的执法、酒精、毒品和药物、职业司机的培训、职业司机的工作条件、职业司机的驾驶记录仪（tachographs）、职业司机的工作条件检查、第三国司机证明、车辆的类型批准、车辆注册、车辆技术检查、车辆对易受伤害用户的前部保护、车辆安全带及其他约束系统、车辆轮胎、车辆白天行车灯、车辆盲区镜、车辆显著性、车辆限速装置、车辆的重量和尺寸、危险品运输的重量和尺寸、道路基础设施、紧急呼叫、事故数据收集以及度量单位等。此外，还可以参考指令80/1269/EEC、欧洲驾驶执照、欧洲排放标准和报废车辆指令。

### 国家（地方）法律
欧洲各国通常在速度控制、酒后驾驶、头盔、座椅安全带和儿童汽车约束装置等方面拥有可改进的法律。 大多数国家在某些领域已有相关法律，但不到三分之一的国家在每个领域都有法律和相应的控制措施。

### 酒驾限值
| 国家       | 标准限值 | 商业司机的限制            | 新手司机的限制 |
| ---------- | -------- | ------------------------- | -------------- |
| 奥地利     | 0.5      | 0.1                       | 0.1            |
| 比利时     | 0.5      | 0.2                       | 0.5            |
| 保加利亚   | 0.5      | 0.5                       | 0.5            |
| 克罗地亚   | 0.5      | 0.5                       | 0.5            |
| 塞浦路斯   | 0.5      | 0.2                       | 0.2            |
| 捷克共和国 | 0        | 0                         | 0              |
| 丹麦       | 0.5      | 0.5                       | 0.5            |
| 爱沙尼亚   | 0.2      | 0.2                       | 0.2            |
| 芬兰       | 0.5      | 0.5                       | 0.5            |
| 法国       | 0.5      | 0.5 (0.2 for bus drivers) | 0.2            |
| 德国       | 0.5      | 0                         | 0              |
| 希腊       | 0.5      | 0.2                       | 0.2            |
| 匈牙利     | 0        | 0                         | 0              |
| 爱尔兰     | 0.5      | 0.2                       | 0.2            |
| 意大利     | 0.5      | 0                         | 0              |
| 拉脱维亚   | 0.5      | 0.5                       | 0.2            |
| 立陶宛     | 0.4      | 0                         | 0              |
| 卢森堡     | 0.5      | 0.2                       | 0.2            |
| 马耳他     | 0.5      | 0.2                       | 0.2            |
| 荷兰       | 0.5      | 0.5                       | 0.2            |
| 波兰       | 0.2      | 0.2                       | 0.2            |
| 葡萄牙     | 0.5      | 0.2                       | 0.2            |
| 罗马尼亚   | 0        | 0                         | 0              |
| 斯洛伐克   | 0        | 0                         | 0              |
| 斯洛文尼亚 | 0.5      | 0                         | 0              |
| 西班牙     | 0.5      | 0.3                       | 0.3            |
| 瑞典       | 0.2      | 0.2                       | 0.2            |
| 瑞士       | 0.5      | 0.1                       | 0.1            |
| 英国 (i)   | 0.8      | 0.8                       | 0.8            |
| (i) 苏格兰 | 0.5      | 0.5                       | 0.5            |

来源: https://etsc.eu/blood-alcohol-content-bac-drink-driving-limits-across-europe （页面存档备份，存于）

## 安全奖
2018 年，爱尔兰荣获 2019 年 PIN 奖，是欧盟交通安全表现最好的国家，每百万人口死亡人数为 30 人。不包括退出欧盟的英国。爱尔兰也是欧盟中每十亿车公里死亡率第二高的成员国，死亡率为 3.5，不如瑞典的 3.4，不包括退出欧盟的英国。
爱尔兰为改善交通安全采取的行动包括打击酒后驾驶、醉酒行人、醉酒骑摩托车和超速驾驶摩托车。

## 当地特色

### 欧盟与 27 国之间的差异
在欧盟，各国之间存在着差异。
例如，德国、西班牙和荷兰在 2019 年的死亡人数仅为 5387 人，占 2017 年欧盟死亡人数的 24%，而人口却占 33%。这意味着这三个人口大国的表现优于整个欧盟。
相反，波兰、保加利亚和罗马尼亚在 2019 年有 5401 人死亡，占欧盟死亡人数的 24%，但仅占 2017 年人口的 15%。
虽然这六个国家的总人口和死亡人数占欧盟的 48%，但第二组三个国家的人均死亡率比较好的一组高出 120%。
在这两组中，法国和意大利同年共有 6417 人死亡，占 2017 年欧盟死亡人数的 28%，占人口的 29%。这使得第三组国家的人均死亡率比较好组高出 33%。
这八个国家合计占欧盟人口的77%，死亡人数占欧盟死亡人数的76%。最后一个季度将包括其他19个欧盟国家，这些国家的表现也有好有坏，但在欧盟表现中的权重较小。

### 具有入盟谈判资格的非欧盟国家
根据 2023 年 6 月第七届联合国全球道路安全周上的讲话，2022 年西巴尔干地区的道路交通事故死亡人数接近 1300 人。 仅在塞尔维亚，2022 年就有 553 人死于道路交通事故，过去 30 年中共有 30,000 人丧生。塞尔维亚在道路安全方面取得了重大进步，2011 年至 2021 年间死亡人数下降了 27%，但该国每 100,000 人中的道路交通死亡人数比例仍然高于欧盟平均水平。 欧盟平均水平为 5.1。

### 英国地区
比较了英国 NUTS 1 地区的死亡率。

## 支出
在欧洲，交通安全的支出远远低于道路交通伤害的成本。

## 各种各样的
EDWARD 项目是欧洲范围内最大的道路安全宣传和执法活动。
“欧洲无道路死亡日” （EDWARD 项目）的目标是，2018 年 9 月 19 日星期三，欧洲道路上无人死亡。2018 年，EDWARD 项目在推特社交媒体上的关注度达到 3720 万。 
第四次事故发生在2019年9月26日。 当天，欧洲道路交通事故死亡人数为52人，比每日70人的死亡人数略少。在11个欧盟国家，当天无人死亡。
社交媒体上此次活动的关键词是#ProjectEDWARD。
下一个 EDWARD 日计划于 2020 年 9 月 16 日举行。
2020年9月17日被定为道路交通安全日。当天，27个参与国中，26个参与国共有34人在欧洲道路上丧生。其中，16个国家当天死亡人数为零，10个国家至少有1人死亡。西班牙、波兰和罗马尼亚的死亡人数超过5人。

## 另请参见

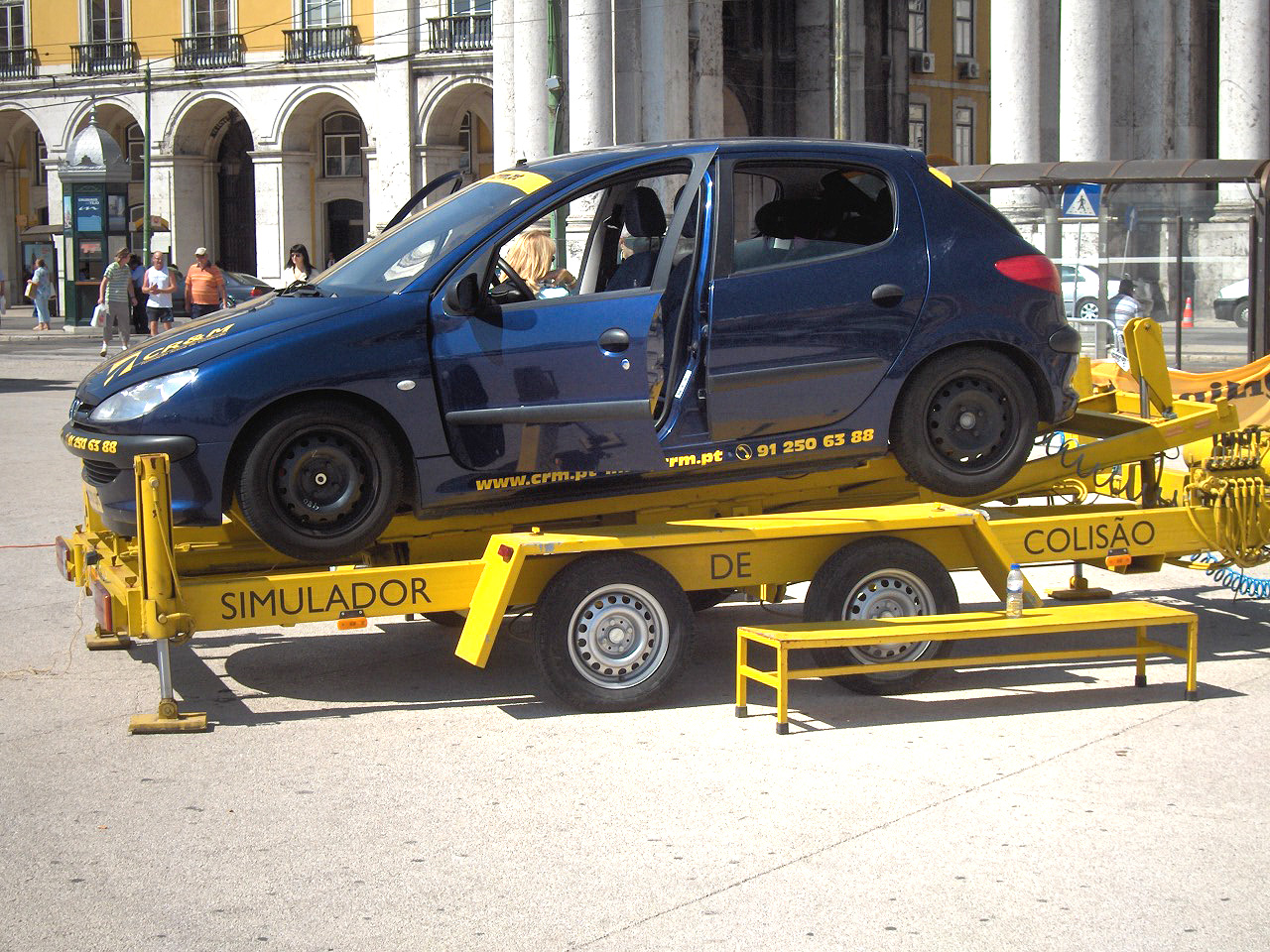
Simulator Lisbon, Portugal

- 各国交通事故死亡率列表